# Teatro Adriano
Il Teatro Adriano o Cinema Adriano è un cinema multisala di Roma.
Nato nel 1898 come teatro lirico e noto anche come Politeama Adriano, nella prima metà del XX secolo ospitò esecuzioni classiche di rilievo, sia di artisti affermati del secolo precedente come Ponchielli, Puccini, Verdi e Donizetti, che di contemporanei come Giordano, Leoncavallo, Cagnoni e Mascagni.
Dopo la trasformazione in sala cinematografica avvenuta nel secondo dopoguerra continuò a essere adibito a luogo per eventi dal vivo; tra i più famosi figura, per esempio, l'esibizione dei Beatles nel 1965, come parte della loro unica serie di concerti in Italia.

Nel 2000 fu trasformato in multisala.
Il proprietario attuale è un Fondo di Investimento privato; in passato ebbe diversi proprietari, ai quali fu venduto sempre come parte di pacchetti di sale cinematografiche nella Capitale: nella storia recente del cinema (dagli anni ottanta del XX secolo) figurano Giovanni Amati, proprietario del gruppo Safin, successivamente ceduto in blocco alla società Acqua Marcia e rilevato nel 1993 dalla famiglia Cecchi Gori e nel 2009 passato a Massimo Ferrero.

## Storia
Edificato una prima volta in legno, sull'area in cui oggi sorge la Chiesa Valdese, per volontà di Ludovico Serafini Vigneri e Pio Gallas, ospitò, tra le altre rappresentazioni, il Ballo Excelsior ma, dopo sette mesi dalla sua prima costruzione, fu distrutto da un incendio nel maggio del 1895.

Venne poi ricostruito sempre da Pio Gallas con Romeo Bisini in piazza Cavour su progetto di Luigi Rolland (padre del più famoso Luigi Moretti) e inaugurato il 1º giugno 1898 con La Gioconda di Ponchielli diretta da Edoardo Mascheroni, il 7 giugno andò in scena La bohème di Puccini.
Il teatro era in parte in muratura ed in parte in cemento armato, materiale all'epoca all'avanguardia in campo edilizio. La facciata si presentava a due piani con il corpo centrale avanzato, un'ampia copertura ad arco a pianterreno e finestroni ad arco nella parte superiore; il corpo mediano arricchito da semicolonne di ordine tuscanico e ionico. La sala a ferro di cavallo, molto vasta, decorata in bianco e oro con tappezzerie rosso scuro, era sormontata da una fila di palchi di platea, due ordini di palchi, una galleria ed un loggione in stile romano. Il soffitto affrescato dallo scenografo Alessandro Bazzani, d'ispirazione barocca, alternava erme avvolte da motivi floreali a medaglioni sorretti da putti rappresentanti musicisti (Verdi, Donizetti, Rossini, Bellini) e poeti (Goldoni, Alfieri, Metastasio, Cossa).

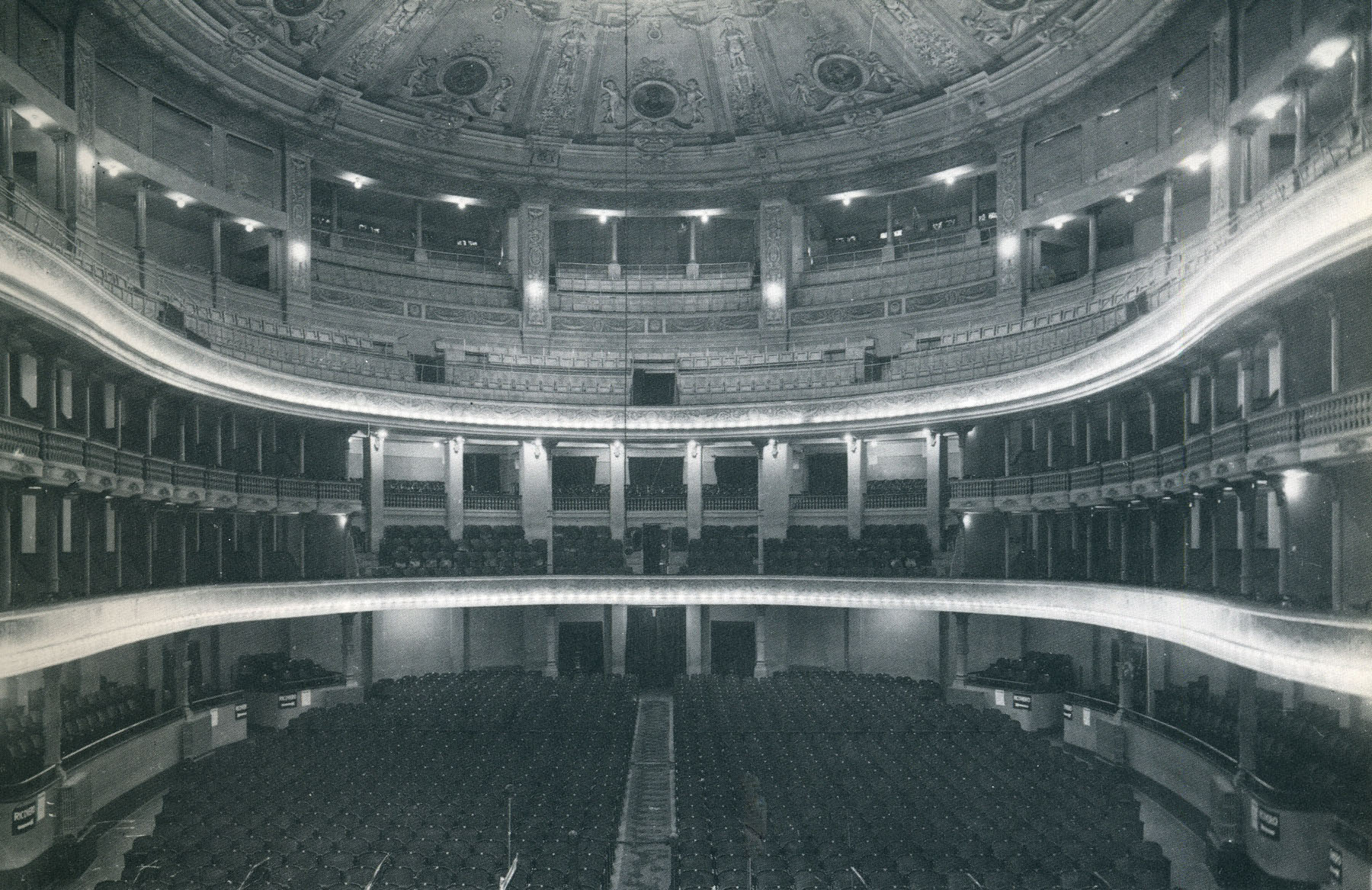
Interno del teatro 1900 ca.

Sull'arcoscenico, bianco e oro, nel mezzo vi era, color bronzo, un medaglione con l'effigie dell'imperatore Adriano circondato dai simboli della Fama, agli angoli aquile romane reggevano le insegne e gli stemmi di Roma; sopra la curva dell'arcoscenico, fra gli intrecci di palme e strumenti musicali si leggeva "edificato 1898". Il sipario era stato dipinto da Leonida Liverani a imitazione di un antico arazzo. Il foyer era stato decorato in stile Luigi XV da Gaetano Brunacci. Complessivamente poteva ospitare 5000 spettatori, vi erano anche dei posti per solo ascolto. Nell'insieme lo stabile era molto curato e lussuoso, destinato ad ospitare eventi di varia natura: opere liriche, concerti, balletti, operette, varietà e spettacoli circensi.
È stato spesso utilizzato, anche, come sede di eventi e manifestazioni politiche, tra le quali la solenne commemorazione massonica nel centenario della nascita di Giuseppe Garibaldi, che ebbe luogo il 3 luglio 1907.
Soprattutto nei primi tempi la stagione lirica fu di ottimo livello: furono eseguite alcune prime assolute per Roma:

Il signor di Pourceaugnac di Franchetti (1898), Fedora (1899) e Marcella (1908) di Giordano, La Bohème (1899) e Zazà (1906) di Leoncavallo, Cendrillon (1900) e Werther (1904) di Massenet, Samson et Dalila di Saint-Saëns (1901), Francesca da Rimini di Cagnoni (1902), e Guglielmo Ratcliff di Pietro Mascagni (1901). Quest'ultimo fu spesso presente nel teatro, nel 1900 infatti Sonzogno aveva preso l'impegno di eseguire la prima de Le maschere proprio al Teatro Adriano; fu lo stesso editore poi che preferì all'Adriano il Costanzi per il debutto romano che avvenne il 17 gennaio 1901 contemporaneamente ai teatri di Milano (Lirico), Venezia, Torino, Genova, Verona e Napoli.

Il 30 novembre 1905 Mascagni presentò una nuova edizione de Le maschere con buon successo di pubblico. Nel teatro il maestro diresse personalmente alcune sue opere: Guglielmo Ratcliff (1901), Cavalleria Rusticana, Amica con Tina Poli Randaccio (1908), Iris con Emma Carelli (1904 e 1906) e Isabeau (1926). Eseguì poi alcuni concerti con l'orchestra di Santa Cecilia nel 1939 e 1940; il 26 agosto del 1943 a ottant'anni diresse per l'ultima volta nella sua carriera la terza sinfonia di Ludwig van Beethoven e alcuni brani dalle sue opere.

I Beatles si esibiscono sul palco dell'Adriano nel giugno 1965.

Tra i cantanti che calcarono la scena in questo periodo vanno menzionati: Carlo Galeffi, Galliano Masini, Gaetano Zinetti, Emma Carelli, Alessandro Bonci, Pasquale Amato, Lucrezia Bori che debuttò nel 1908 nella Carmen, Nazzareno De Angelis, Giuseppe De Luca, Emilia Corsi, Maria Pedrini che esordì come Elena nel Mefistofele nel 1931, Salvatore Baccaloni che debuttò nel Barbiere di Siviglia come Don Bartolo nel 1922. Oliviero De Fabritiis iniziò la propria carriera da direttore all'Adriano nel 1920.
Dal 1936 al 1946 il teatro ospitò i concerti dell'Accademia nazionale di Santa Cecilia che aveva perso la propria sede con la demolizione dell'Augusteo. Su direzione di Antonio Muñoz fu eseguita una ristrutturazione per adeguare la sala alla rappresentazione dei concerti; ciò comportò la scomparsa dei palchi di platea che lasciarono il posto a tre file di poltroncine mentre nella parte centrale del secondo ordine di palchi questi furono sostituiti da file di posti di anfiteatro.

Questo periodo fu forse il più prestigioso per il teatro: i Reali erano spesso presenti nei loro palchi di I ordine, direttori d'orchestra e musicisti famosi eseguirono molti concerti alla presenza dell'alta società romana del tempo. Tra i maestri d'orchestra di maggior spicco ci furono: Bernardino Molinari, direttore di Santa Cecilia, Victor de Sabata, Vittorio Gui che esordì nel 1907 nella La Gioconda, Fernando Previtali, Riccardo Zandonai, Willy Ferrero, Ildebrando Pizzetti, Alfredo Casella, Tullio Serafin, Lorenzo Perosi, Carlo Maria Giulini che tenne il suo primo concerto nel 1944, Richard Strauss, Fritz Reiner, Bruno Walter, Willem Mengelberg, Otto Klemperer e Wilhelm Furtwängler con i Berliner Philharmoniker (1938 e 1941). Tra i cantanti: Maria Caniglia, Lina Pagliughi, Beniamino Gigli, Francesco Merli, Benvenuto Franci, Giulio Neri, Gabriella Gatti, Boris Christov che debuttò nel dicembre 1945, Francesco Albanese, Italo Tajo, Miriam Pirazzini, Mario Filippeschi, Tito Gobbi che esordì ne La traviata come Germont nel 1937.
Nel 1950 il teatro subì alcune modifiche che videro l'edificio diviso in due e la conseguente trasformazione in doppia sala cinematografica con ingresso separato: dal lato di piazza Cavour si accedeva al Cinema Adriano, mentre da via Cicerone al Cinema Ariston. Nonostante la trasformazione in cinema l'Adriano fu comunque utilizzato come sede per convegni e riunioni. Domenica 27 giugno e lunedì 28 giugno 1965 vi si esibirono in concerto i Beatles, in tournée in Italia.

Nel 1960 il teatro fu comprato da Giovanni Amati, produttore cinematografico che possedeva già altri cinema a Roma.
L'Adriano fu venduto nel 1984 alla società Acqua Marcia assieme ai ventitré cinema del gruppo Amati, facenti parte della società Safin, a causa dei debiti accumulati dal gruppo stesso. Nel 1993 Cecchi Gori comprò cinque cinema, tra cui l'Adriano, e nel 1994 rilevò l'intero circuito Safin. Da questo momento si iniziò a parlare di una ristrutturazione del complesso, cosa che fu messa in pratica nel 1998. Vani furono i tentativi di salvare l'interno della storica sala da parte di intellettuali e politici, tra i quali Angelo Bonelli, allora capogruppo dei Verdi alla Regione Lazio e Luigi Cherubini, di Italia Nostra.
A seguito dei profondi lavori che comportarono la demolizione di tutte le strutture interne di entrambe le sale cinematografiche, l'intero stabile venne trasformato nella Multisala Adriano, inaugurata il 2 aprile del 2000 dotata di 10 sale di proiezione, per 2290 posti. Nonostante ciò l'edificio conserva ancora la facciata originale.
Nel 2009 in seguito al fallimento della Safin di Cecchi Gori la Multisala fu comprata da Massimo Ferrero, assieme ad altre nove sale cinematografiche.
Dal 2025 la proprietà del Cinema Teatro Adriano è stata acquisita da un Fondo di investimento privato.